# 金上站
金上站（日语：／ Kaneage eki */?）是位於茨城縣常陸那珂市大平四丁目，常陸那珂海濱鐵道的湊線車站。本站附近以常陸那珂市（舊·勝田市）著名的賞櫻而知名，並且鄰近陸上自衛隊勝田駐屯地和勝田第一中學。

## 歷史
- 1928年（昭和3年）7月17] - 湊鐵道車站啟用。
- 1944年（昭和19年）8月1日 - 公司合併後，成為茨城交通車站。
- 2008年（平成20年）4月1日 - 由常陸那珂海濱鐵道接管鐵路線。
- 2010年（平成22年）3月19日 - 在列車交會設備復活工程下，新設新月台，同日首班車開始使用。
- 2010年（平成22年）6月26日 - 新下行線開始使用。
- 2010年（平成22年）9月1日 - 在時間表修正後，設有定期列車交會班次。

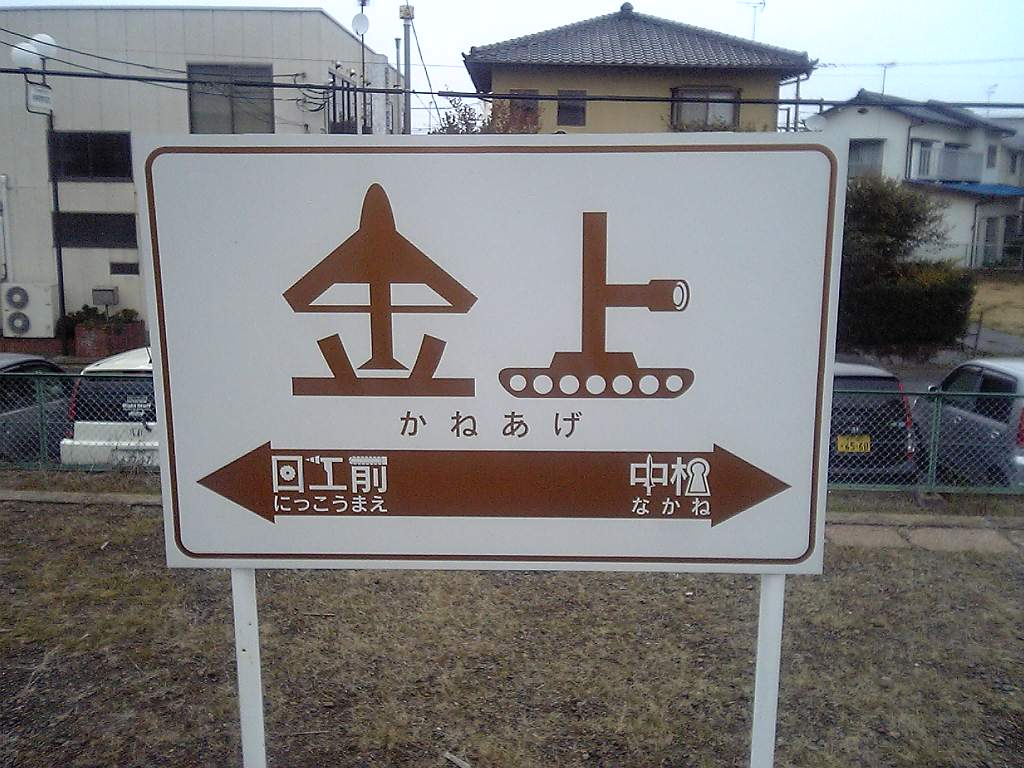
舊站名牌(2009年10月24日)
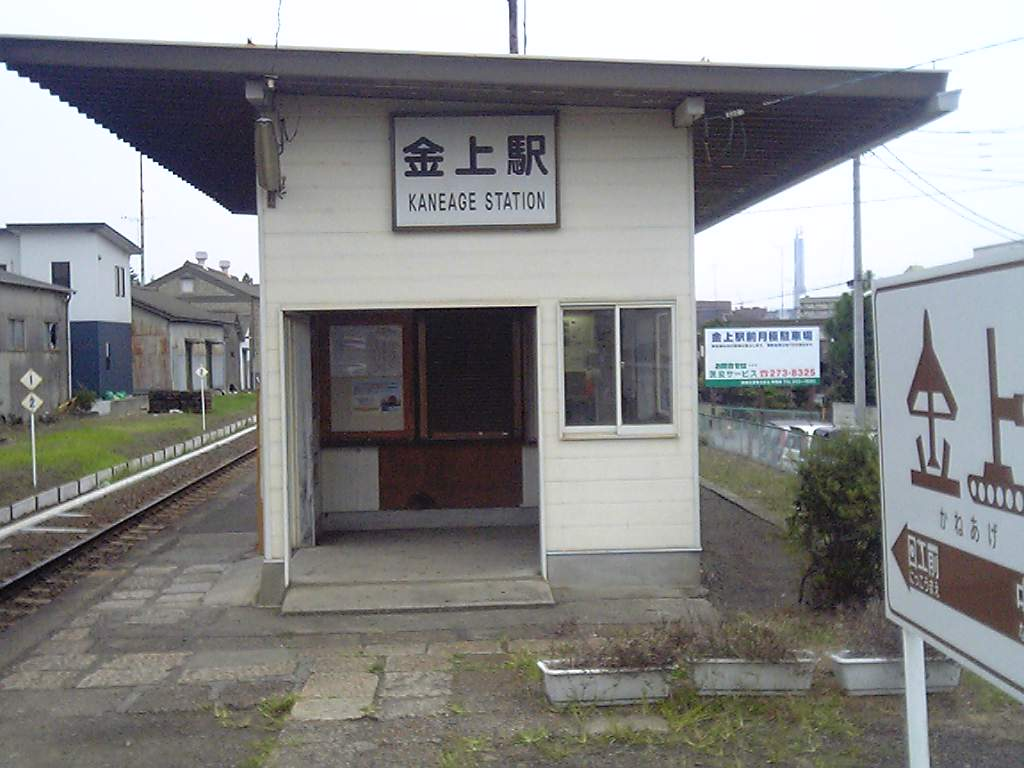
舊站房（2009年10月）
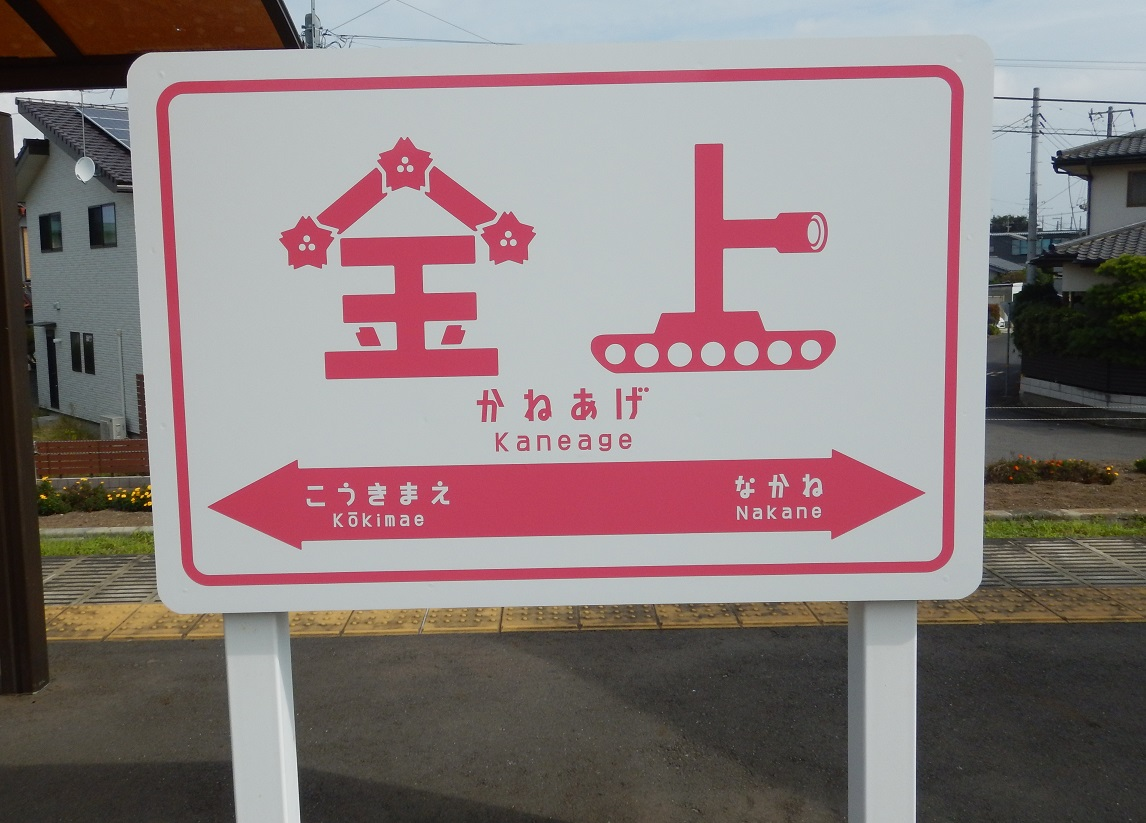
新站名牌（2019年10月）
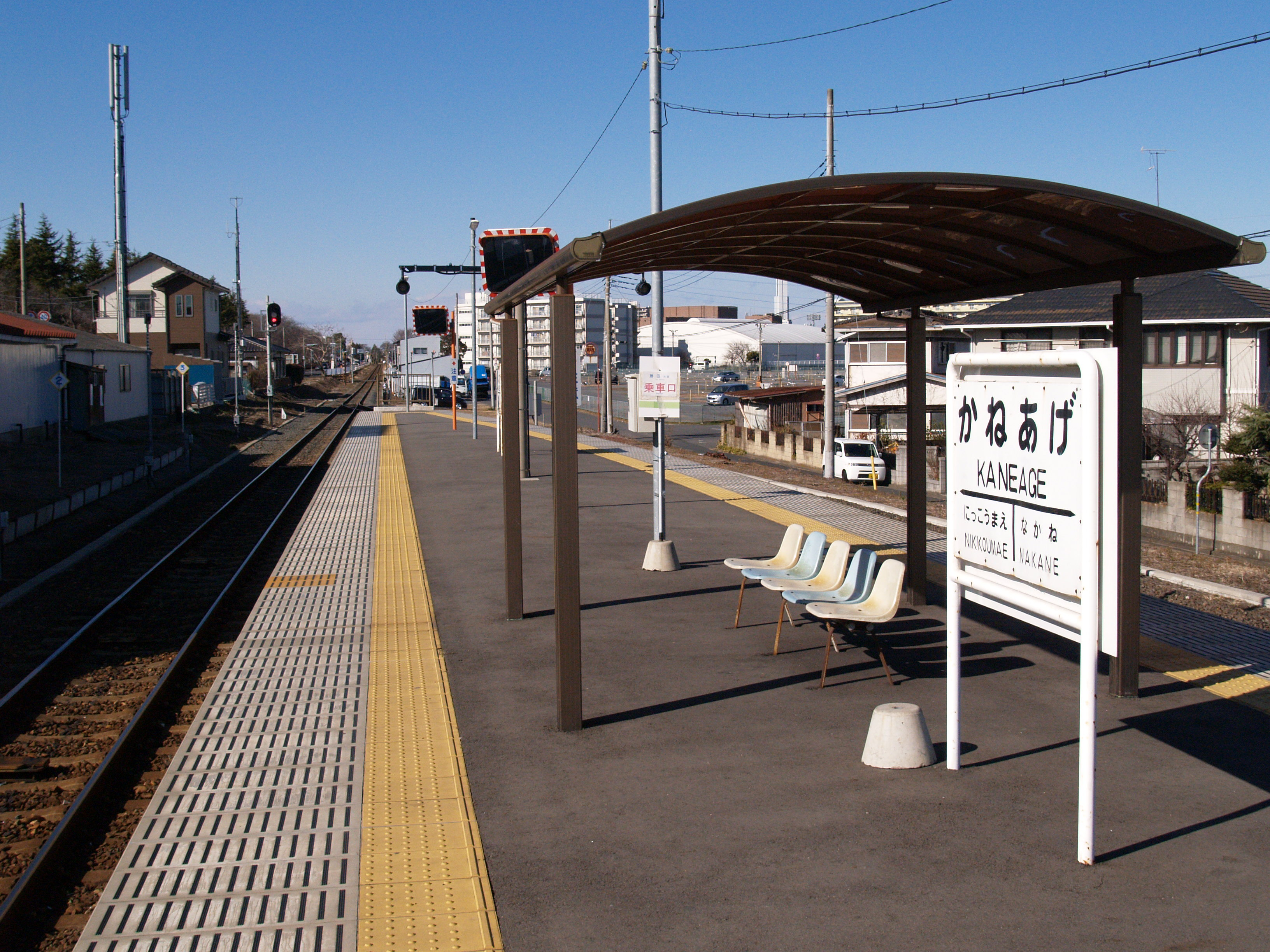
月台（2014年1月）

## 車站構造
本站是地面車站，設有1面2線的島式月台。站房位於月台上，月台比較長。此站是無人車站。本站曾設有1面2線的島式月台，後來下行線路軌被撤走，於2010年6月前只有1面1線月台。在2010年1月至3月期間，開始重新建設列車交會設備工程（在常陸那珂海濱鐵道官方網站中形容為「新設列車交會設備）。即是指出不會使用從前的交會設施，轉轍器和舊月台遷移至勝田一方。另外，在阿字浦一方新設轉轍器和新的建築物。
2010年3月19日新月台開始使用，同年6月26日新設的下行線月台開始使用。在同年9月1日時間表修正中，勝田至那珂湊之間的區間列車增加班次。使此站的列車交會開始使用。

### 月台
| 月台 | 路線  | 方向               |
| ---- | ----- | ------------------ |
| 1    | ■湊線 | 勝田方向           |
| 2    | ■湊線 | 那珂湊、阿字浦方向 |

## 在此站的運行形態
- 上行（勝田方向）
  - 日間設有大約每小時1-2班普通列車停靠[3]。
- 下行（那珂湊、阿字浦方向）
  - 日間設有大約每小時1-2班普通列車（前往阿字浦）停靠，早上和黃昏設有前往那珂湊的列車[3]。

## 使用狀況
- 以下為此站使用狀況變遷[4]：
  - 一年乘車人次以人作單位。更適合用於比較年度數據。
  - 當中，最高値會使用紅色，在最高値記錄年度以後的最低値使用青色、在最高値記錄年度以前的最低値使用綠色作標記。

| 年度               | 一年乘車人次：人／年度 | 一年乘車人次：人／年度 | 一年乘車人次：人／年度 | 一年乘車人次：人／年度 | 特別事項 |
| ------------------ | ---------------------- | ---------------------- | ---------------------- | ---------------------- | -------- |
| 年度               | 通勤定期乘客           | 上學定期乘客           | 其他乘客               | 合計                   | 特別事項 |
| 2000年（平成12年） |                        |                        |                        | 55,134                 |          |
| 2001年（平成13年） |                        |                        |                        | 51,919                 |          |
| 2002年（平成14年） |                        |                        |                        | 48,664                 |          |
| 2003年（平成15年） |                        |                        |                        | 45,682                 |          |
| 2004年（平成16年） |                        |                        |                        | 42,128                 |          |
| 2005年（平成17年） |                        |                        |                        | 42,289                 |          |
| 2006年（平成18年） |                        |                        |                        | 42,131                 |          |
| 2007年（平成19年） |                        |                        |                        | 33,072                 |          |
| 2008年（平成20年） |                        |                        |                        | 35,684                 |          |
| 2009年（平成21年） |                        |                        |                        | 37,230                 |          |
| 2010年（平成22年） |                        |                        |                        | 38,690                 |          |
| 2011年（平成23年） |                        |                        |                        | 32,940                 |          |
| 2012年（平成24年） |                        |                        |                        | 38,435                 |          |
| 2013年（平成25年） |                        |                        |                        | 40,880                 |          |
| 2014年（平成26年） |                        |                        |                        | 45,625                 |          |
| 2015年（平成27年） |                        |                        |                        | 47,815                 |          |
| 2016年（平成28年） |                        |                        |                        | 46,355                 |          |
| 2017年（平成29年） |                        |                        |                        | 48,334                 |          |
| 2018年（平成30年） |                        |                        |                        | 48,545                 |          |

## 車站周邊
- 金上站前郵局
- 陸上自衛隊勝田駐屯地（日语：勝田駐屯地）
  - 陸上自衛隊設施學校（日语：陸上自衛隊施設学校）
- YORK-BENIMARU大成店

## 巴士路線
| 乘車處   | 系統       | 主要途經                               | 目的地       | 運行會社     | 備註 |
| -------- | ---------- | -------------------------------------- | ------------ | ------------ | ---- |
| 金上站前 |            | 三反田、柳澤                           | 那珂湊站     | 茨城交通     |      |
| 金上站前 | 勝田南路線 | 中根小學、海濱公園西出口、東中根集會所 | 勝田站東出口 | 微笑青空巴士 |      |
| 金上站前 |            | 表町南、表町                           | 勝田站東出口 | 茨城交通     |      |
| 金上站前 | 勝田南路線 | 表町南、日製常陸那珂綜合醫院           | 勝田站東出口 | 微笑青空巴士 |      |

## 相鄰車站
常陸那珂海濱鐵道
■湊線
工機前－金上－中根

## 注腳
1. ↑  金上駅|ひたちなか海浜鉄道 （页面存档备份，存于）（日語）
2. ↑  2010.9.1改正時刻表PDF
3. 1 2  金上駅時刻表.駅探（日語）
4. ↑  ひたちなか市統計書各年度版 （页面存档备份，存于）（日語）

## 外部連結
- 金上站 （页面存档备份，存于）（日語） - 常陸那珂海濱鐵道